# Beyne-Heusay
Beyne-Heusay ist eine belgische Gemeinde in der Provinz Lüttich. Sie besteht aus den Orten Beyne-Heusay, Bellaire, Queue-du-Bois und Moulins-sous-Fléron.

## Persönlichkeiten
- Luciano Rabottini (* 1958), italienischer Radrennfahrer

## Weblinks

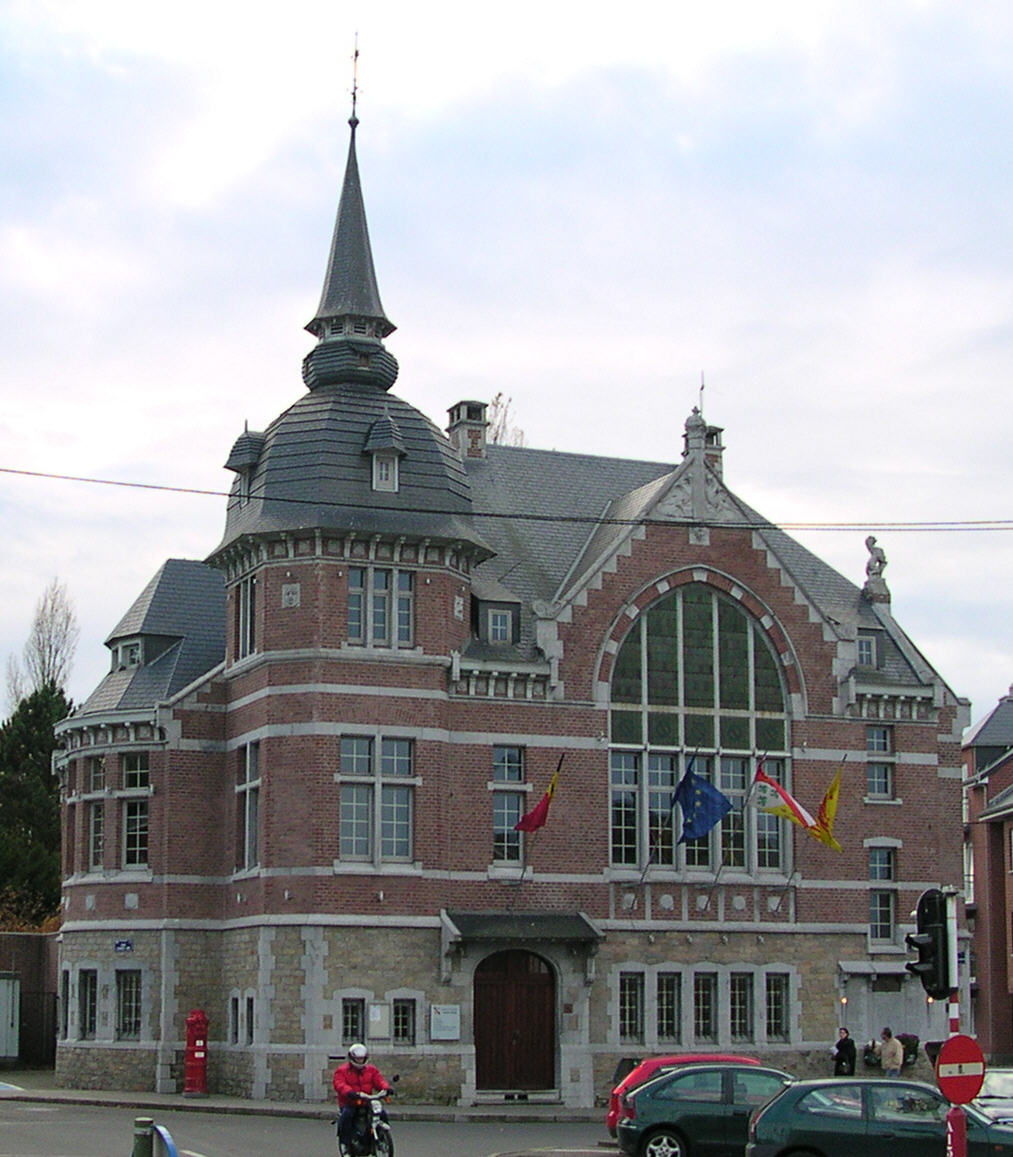
Rathaus von Beyne-Heusay
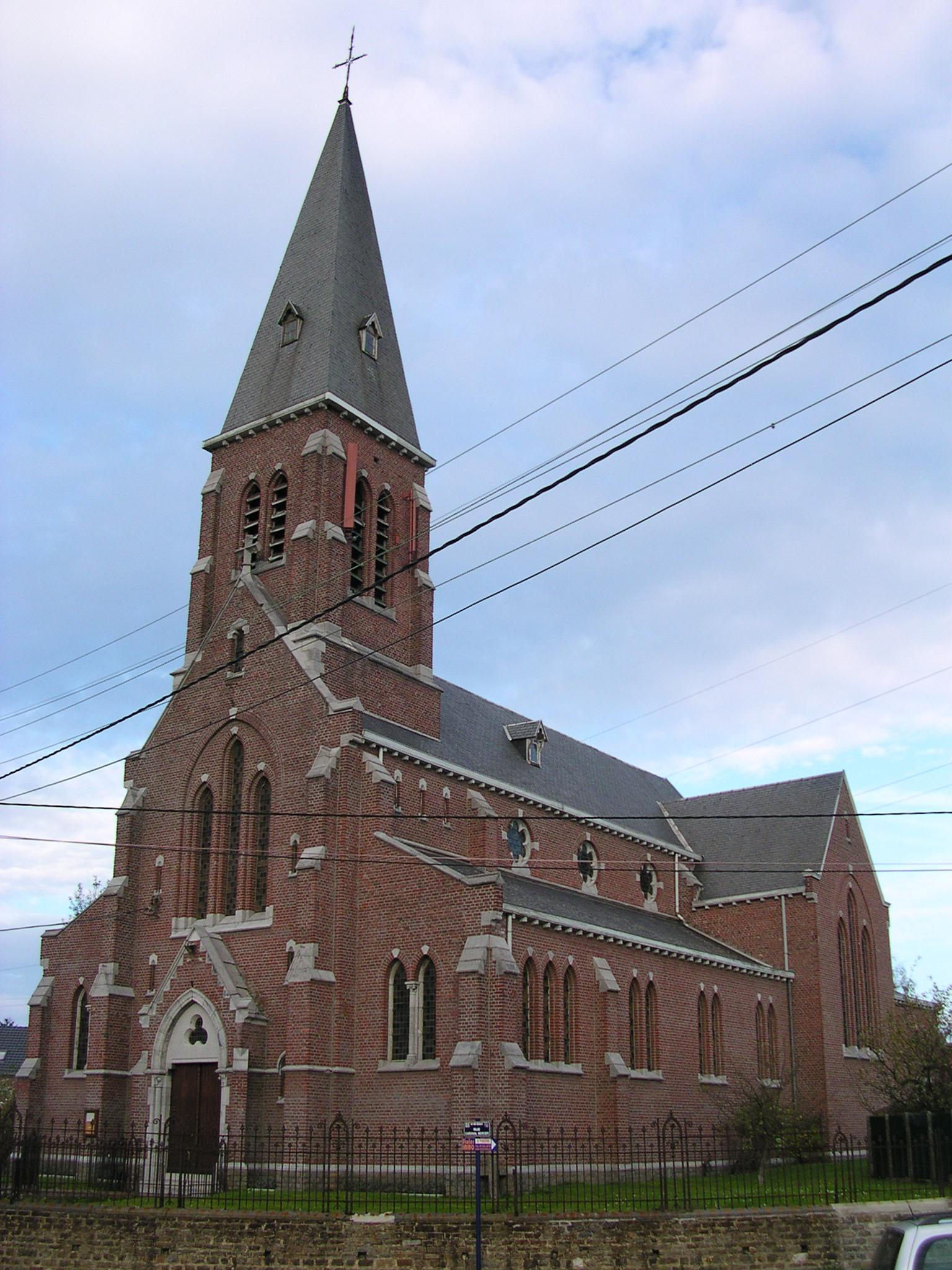
Kirche in Beyne-Heusay
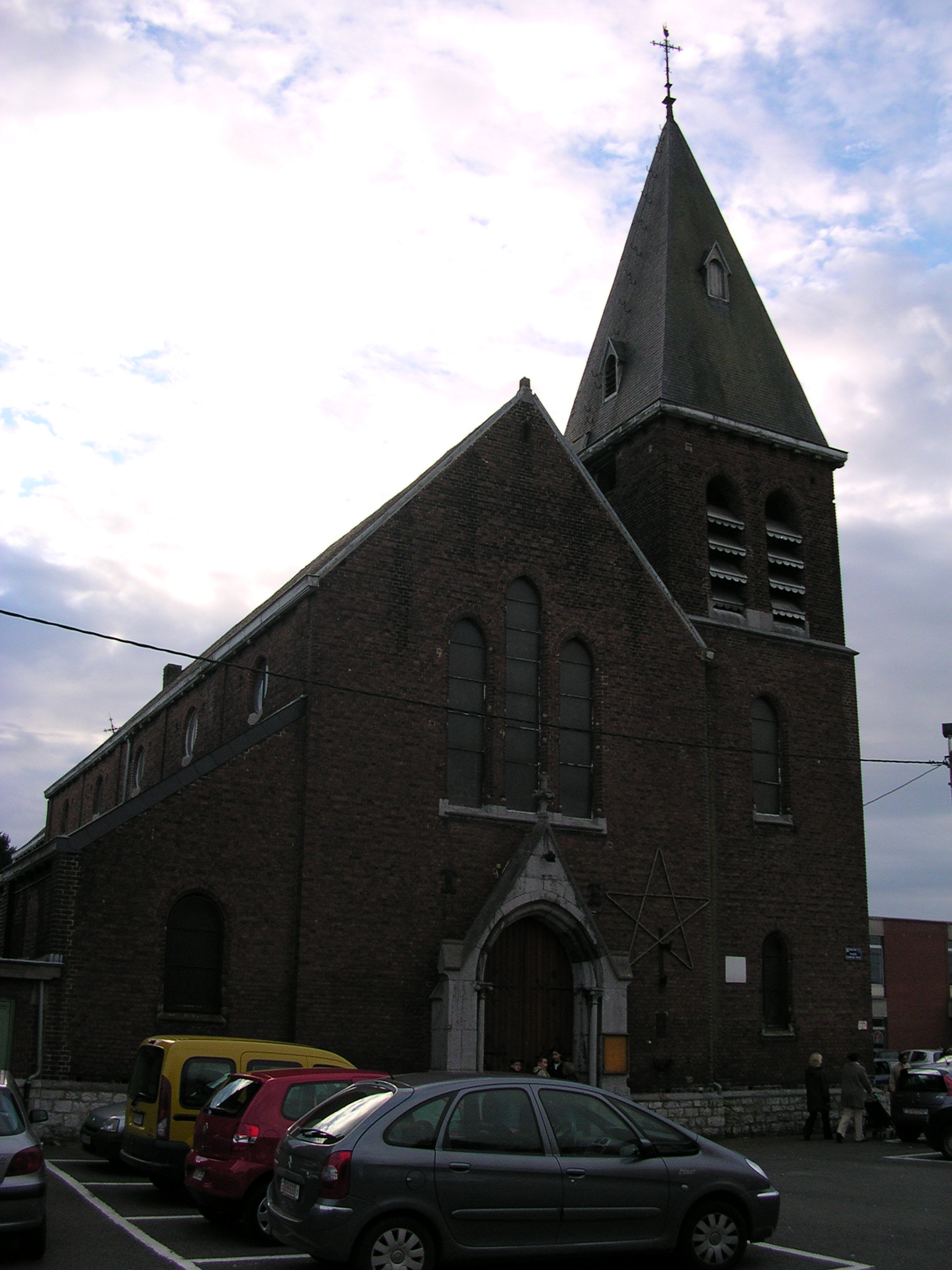
Kirche in Beyne-Heusay